# Dili Leste
El Ad. Dili Leste (o Associação Desportiva Dili Leste) es un equipo de fútbol de Timor Oriental que compite en la Super Liga Timorense, la liga de fútbol mayor del país.
Fue fundado en el 2010 en la capital Dili.

## Palmarés
- Super Liga Timorense: 3

2009-10, 2010-11, 2011-12.